# Мірошниченко Павло Петрович
Павло́ Петро́вич Мірошниче́нко (нар. 1 липня 1920, Біловодськ — пом. 28 грудня 2005, Севастополь) — український живописець; член Спілки радянських художників України з 1965 року.

## Життєпис
Народився 1 липня 1920 року в місті Біловодську (нині Луганська область, Україна). З 1939 по 1946 рік проходив військову службу в Червоній армії, брав участь у німецько-радянській війні, пройшов бойовий шлях від Керчі до Праги. Член ВКП(б) з 1944 року.
1951 року закінчив Кримське художнє училище імені Миколи Самокиша, де навчався у Михайла Щеглова, Михайла Крошицького, Валентина Бернадського, Федора Захарова, Сергія Владимирова. В 1951—1960 роках працював вчителем в севастопольській школі та суднобудівельному технікумі; у 1960—1972 роках керував студією самодіяльних художників; одночасно у 1952—2000 роках працював у майстернях Художнього фонду.
Жив у Севастополі в будинку по вулиці Гоголя, № 10, квартира № 11. Помер у Севастополі 28 грудня 2005 року.

## Творчість
Працював в галузі станкового живопису, переважно створював пейзажі. Серед робіт:
- «Студент» (1955);
- «У порту» (1960);
- «Інкерман» (1961);
- «Лаванду збирають» (1962);
- «Гавань моряків» (1964);
- «Підготовка до регати» (1965);
- «Дорога в лісі» (1966);
- «Осінь у передгір'ях Криму» (1967);
- «Місто в горах» (1968);
- «Яхт-клуб» (1968);
- «Золота долина» (1970);
- «Долина троянд» (1970);
- «Вечір на Азовському морі» (1971);
- «Село Мисове» (1974);
- «Тут живуть рибалки» (1975);
- «Околиці Інкермана» (1976);
- «Осінній виноградник» (1976);
- «Весна в Алсу» (1977);
- «Севастопольська вулиця» (1978);
- «Південнобережний пейзаж» (1979);
- «Село у горах» (1980);
- «Кінець путини» (1980);
- «Блакитний мис» (1982);
- «Севастопольський пейзаж» (1983);
- «Зима в горах» (1985);
- «Судацька долина восени» (1986);
- «Нова дорога» (1989);
- «Море біля Мисового» (1996);
- «Зима в селі» (1996);
- «Село рибалок на Азові» (1996).

З 1952 року брав участь у міських, обласних, республіканських, всесоюзних та зарубіжних виставках. Персонсональні виставки відбулися у Севастополі у 1980 і 1998 роках.
Картини зберігаються в Севастопольському художньому музеї імені Крошицького, Сімферопольському художньому музеї, музейних та приватних колекціях Німеччини, Польщі, Росії, США, Франції, Чехії, Японії — 5 морських пейзажів придбані для японського Музею російського мистецтва.

## Відзнаки
- Нагороджений:
  - радянськими орденами Червоної Зірки (3 жовтня 1944), двома Вітчизняної війни ІІ ступеня (26 травня 1945; 1985); українським орденом «За мужність» ІІІ ступеня (1999)[1];
  - медаллю «За відвагу» (8 квітня 1944)[2];
- Заслужений художник України з 1996 року.